# アドレナリン・モブ
アドレナリン・モブ（Adrenaline Mob）は、アメリカ合衆国のヘヴィメタル・バンド。シンフォニー・エックスのボーカリストとして知られるラッセル・アレンと、2006年にソロ・デビューを果たしたギタリスト、マイク・オーランドを中心として2011年に結成された。

## 来歴
アレンとオーランドは、アドレナリン・モブ結成前から3年にわたりデモを作り続けており、当初はアレンのソロ・アルバムとして発表する構想もあったが、最終的には新バンドの結成という形に至った。そして彼らは、当時アヴェンジド・セヴンフォールドを脱退したばかりのマイク・ポートノイをドラマーとして招き、オーランドは2012年のインタビューにおいて「ポートノイがバンドに入ったことで、音楽的にはすっかり変わったよ」と振り返っている。なお、アレンはデビュー前のインタビューにおいて、バンドの音楽性を「ロブ・ゾンビとブラック・レーベル・ソサイアティとディスターブドを合わせたような、モダンなサウンドだけど、そこでロニー・ジェイムス・ディオが歌っているような感じさ」と説明しており、オーランドは「このバンドはシンフォニー・エックスやドリーム・シアターの流れにあるわけではない」とコメントしている。
2011年6月24日、バンドはアレン、オーランド、ポートノイ、ポール・ディレオ、リッチ・ワードの5人編成で、ニューヨークの「ヒロ・ボールルーム」において初ライヴを行った。同年8月には、セルフ・タイトルの5曲入りEPをリリースしてレコード・デビューを果たす。しかし、2012年初頭にはディレオとワードの脱退が発表され、ディスターブドのメンバーとして知られるジョン・モイヤーが後任ベーシストとして加入した。
2012年3月、初のフルレングス・アルバム『オメルタ』がリリースされ、アメリカのBillboard 200では初登場70位となった。2013年、マイク・ポートノイがスケジュール上の問題により脱退し、トゥイステッド・シスターのA.J.ペロが後任ドラマーとして加入した。
2014年2月には、モイヤーとペロを含むラインナップによる2作目のスタジオ・アルバム『メン・オヴ・オナー』がリリースされ、Billboard 200で初登場99位となった。しかし、モイヤーは同年8月に脱退を表明し、後任としてエリック・レオンハルトが迎えられた。
2015年2月10日、バンドはカヴァー4曲やアコースティック・セッション等を含むEP『Dearly Departed』をリリースし、同作収録曲のうち3曲でレオンハルトがベースを弾いた。同年3月20日、バンドのツアー・バスの中でペロが心臓発作により死去した。
2017年6月、バンドはデヴィッド・ザブリドウスキとジョーダン・カナータを迎えたラインナップによるアルバム『We the People』を発表するが、アメリカ・ツアー中の7月14日、メンバーを含む9人が乗っていたRV車がフロリダ州で事故に遭い、ザブリドウスキが即死して、事故により重傷を負ったジェーン・トレイン（バンドのツアー・マネージャー）も8月23日に死去した。
なお、アドレナリン・モブの歴代メンバーのうちオーランド、カナータ、モイヤーの3人は、2017年にルーカス・ロッシと共にステレオ・サテライトを結成し、同年12月にデビュー曲「Glass Houses」のミュージック・ビデオを公開している。

## メンバー

### 現メンバー
- ラッセル・アレン - ボーカル（2011年 - ）
- マイク・オーランド（英語版） - ギター（2011年 - ）
- ジョーダン・カナータ - ドラムス（2016年 - ）

### 旧メンバー
- リッチ・ワード - リズムギター（2011年）
- ポール・ディレオ - ベース（2011年）
- マイク・ポートノイ - ドラムス（2011年 - 2013年）
- ジョン・モイヤー - ベース（2012年 - 2014年）
- A.J.ペロ - ドラムス（2013年 - 2015年）
- エリック・レオンハルト - ベース（2014年 - 2017年）
- デヴィッド・ザブリドウスキ - ベース（2017年）

## ディスコグラフィ

### スタジオ・アルバム
- オメルタ - Omertá（2012年）
- メン・オヴ・オナー - Men of Honor（2014年）
- We the People（2017年）

### EP
- Adrenaline Mob（2011年）
- Covertà（2013年）
- Dearly Departed（2015年）